# Dendrocoptes
A Dendrocoptes a madarak (Aves) osztályának harkályalakúak (Piciformes) rendjébe, ezen belül a harkályfélék (Picidae) családjába tartozó nem.

## Tudnivalók
A Dendrocoptes-fajok előfordulási területe Eurázsia. Az idetartozó fajok korábban a Dendrocopos nevű harkálynembe voltak besorolva. A Brit Ornitológusok Egyesületének (British Ornithologists' Union) taxonómiai bizottsága azt javasolta, hogy az ide tartozó fajokat a hindu fakopánccsal (Leiopicus mahrattensis) együtt a Dendropicos nembe helyezzék be.

## Rendszerezés
A nembe az alábbi 3 faj tartozik:
- aranysapkás fakopáncs (Dendrocoptes auriceps) (Vigors, 1831)[4]
- arab fakopáncs (Dendrocoptes dorae) (Bates & Kinnear, 1935)[5]
- közép fakopáncs (Dendrocoptes medius) (Linnaeus, 1758)[6] - korábban Leiopicus medius

## Fordítás
- Ez a szócikk részben vagy egészben  a   Dendrocoptes című angol Wikipédia-szócikk ezen változatának fordításán alapul.  Az eredeti cikk szerkesztőit annak laptörténete sorolja fel. Ez a jelzés csupán a megfogalmazás eredetét és a szerzői jogokat jelzi, nem szolgál a cikkben szereplő információk forrásmegjelöléseként.